# Eike Etz
Eike Etz (* 28. Dezember 1982 in Mannheim) ist ein deutscher Eishockeyspieler, der 2004 seine Profikarriere beendete und jetzt – wie später auch sein Bruder Mark Etz – hobbymäßig bei den Amateuren des Mannheimer ERC in der Baden-Württemberg-Liga spielt.

## Karrierestatistik
Etz begann seine Karriere bei den Jungadler Mannheim, für die er sowohl in der Eishockey-Oberliga als auch in der Regionalliga auf dem Eis stand. 2002 wechselte er in die Oberliga Süd zum TuS Geretsried, in der Saison 2003/04 folgte Etz' einzige Profistation beim EC Bad Nauheim in der 2. Bundesliga. 2004/05 war der Stürmer beim ESV Hügelsheim aktiv, seit der Sommer 2005 spielte Etz für den Mannheimer ERC.
Eike Etz ist der Sohn von Jörg Etz, der 1980 Deutscher Meister mit dem Mannheimer ERC wurde.